# Oberkotzau
Oberkotzau è un comune tedesco di 5 768 abitanti, situato nel land della Baviera.